# جوزيف فنتون
جوزيف فنتون (بالإنجليزية: Joseph Fenton)‏ هو جاسوس أيرلندي، ولد في 1953، وتوفي في 1989.